# Свети Климент (Несебър)
„Свети Климент“ е късносредновековна православна църква в Несебър, България.
Църквата "Свети Климент” е построена през XVII век. От нея до наши дни е запазена централната апсида и олтарна маса в нея.